# Tiết diện

Mặt cắt ngang của một hình trụ đặc

Trong hình học và khoa học, tiết diện hay thiết diện là phép giao không rỗng của một vật rắn trong không gian ba chiều với một mặt phẳng hoặc tương tự trong không gian có chiều cao hơn. Cắt một đối tượng thành nhiều lát sẽ tạo ra nhiều mặt cắt song song.

## Các trường hợp thường gặp
Tiết diện của hình cầu là hình tròn:

Tiết diện là Ba đường conic với các mặt phẳng cắt ở các vị trí khác nhau: